# Pierre Hugot-Derville
Pierre Hugot-Derville, né le 27 juin 1851 à Quimper (Finistère) et décédé le 5 février 1937 à Lanriec (Finistère), est un homme politique français.

## Biographie
Pierre Hugot-Derville est issu de l'école spéciale militaire de Saint-Cyr (promotion de la Revanche, 1872). Colonel en retraite dès 1907 et officier de la Légion d'honneur, il est député élu lors d'une élection partielle du Finistère du 7 avril 1912 au 31 mai 1914, et siège au groupe de l'Action libérale. 
Battu en 1914, il quitte la vie politique.

## Sources
- « Pierre Hugot-Derville », dans le Dictionnaire des parlementaires français (1889-1940), sous la direction de Jean Jolly, PUF, 1960 [détail de l’édition]